# Ормоци
Ормоци (груз. ორმოცი) — село в Грузии, на территории Горийского муниципалитета края (мхаре) Шида-Картли.

## География
Село находится в центральной части Грузии, на северном склоне Триалетского хребта, на правом берегу реки Таны (правый приток Куры), на расстоянии приблизительно 18 километров (по прямой) к юго-западу от города Гори, административного центра муниципалитета. Абсолютная высота — 1113 метров над уровнем моря.

## Население
По результатам официальной переписи населения 2014 года в Ормоци проживало 35 человек (19 мужчин и 16 женщин). В национальной структуре населения грузины составляли 74,3 %, азербайджанцы — 17,1 %, осетины — 8,6 %.
| Год  | Население, человек |
| ---- | ------------------ |
| 2002 | 53                 |
| 2014 | ↘ 35               |